# Mondseeland
Als Mondseeland wird das Gebiet zwischen und um Irrsee und Mondsee bezeichnet.
Hauptort des Mondseelandes ist der Markt Mondsee – das Mondseeland ist der alte Besitz des ehemaligen Benediktinerstifts Mondsee und zeichnet sich durch eine eigenständige Geschichte aus.
Ursprünglich gehörte das Mondseeland zum Mattiggau. 1398 verkaufte das Hochstift Passau die Herrschaft Mattsee an das Erzstift Salzburg, damit wurde das Mondseeland eine Exklave des Herzogtums Bayern.
Ursprünglich im Ostteil des Herzogtums Bayern liegend, kam das Mondseeland nach dem Landshuter Erbfolgekrieg 1506 zum Erzherzogtum Österreich. Noch im selben Jahr verpfändete König Maximilian das Mondseeland an den Erzbischof von Salzburg. Erst nach 60 Jahren wurde die Rückkaufklausel geltend gemacht und somit kam das Mondseeland 1565 zum Land Österreich ob der Enns. Während der Napoleonischen Kriege war das Mondseeland zwischen 1809 und 1816 nochmal Bayern zugeschlagen.
Zum Salzkammergut wird es erst seit Anfang des 20. Jahrhunderts gezählt. 
Mondseelandgemeinden sind:
| Markt Mondsee und seine Landgemeinden: - Mondsee - Tiefgraben - St. Lorenz - Innerschwand | sowie: - Zell am Moos - Oberhofen am Irrsee - Oberwang - Unterach |

Unterach ist im LEADER-Regionalentwicklungsverein engagiert, gehört aber nicht zum Tourismusverband, es ist an der Ferienregion Attersee beteiligt. Die Region entspricht dem ehemaligen Gerichtsbezirk Mondsee.
Schon 1874 wurde der Verschönerungs- und Geselligkeitsverein Mondsee gegründet. 1926/27, nach Zusammenbruch des Tourismus nach Weltkrieg und Weltwirtschaftskrise erfolgte eine Neugründung als Fremdenverkehrsverband für das Attersee- und Mondseegebiet. 1995/96 wurde der Verein zur Regionalentwicklung Mondseeland begründet, 2004 entstand der mehrgemeindige Tourismusverband, die Tourismusregion MondSeeLand, Mondsee-Irrsee.